# Орлинс (Индијана)
Орлинс (енгл. Orleans) град је у америчкој савезној држави Индијана.

## Демографија
По попису из 2010. године број становника је 2.142, што је 131 (-5,8%) становника мање него 2000. године.
| Група             | 2000.         | 2010.         |
| Белци             | 2.232 (98,2%) | 2.106 (98,3%) |
| Афроамериканци    | 3 (0,1%)      | 2 (0,1%)      |
| Азијати           | 0 (0,0%)      | 8 (0,4%)      |
| Хиспаноамериканци | 23 (1,0%)     | 13 (0,6%)     |
| Укупно            | 2.273         | 2.142         |